# عبد الهادي الجواهري
عبد الهادي عبد الحسين الجواهري (1904 - 26 أغسطس 1973) كاتب وصحفي وشاعر عراقي. ولد في مدينة النجف لعائلة معروفة وهي آل الجواهري. تعهده عبد العزيز في طفولته فقرأ مقدماته عليه، ثم تعلم على أساتذة وشيوخ معروفين، ثم اتجه إلى التعليم الحديث وتوقف قبل أن يكمل المرحلة المتوسطة. قام بجولات كثيرة خارج العراق، فمن الخليج إلى الهند، واليمن، والحجاز، ونجد، ومصر وبلاد الشام. ثم رجع إلى وطنه فعمل معلمًا وصحفيًا. له عدة مؤلفات في مجالات متنوعة وديوان شعر مخطوط، ضم أكثر من ثلاثة آلاف بيت. مات منتحرًا وهو 69 عامًا.

## سيرته
هو عبد الهادي بن عبد الحسين بن عبد علي بن محمد حسن الجواهري، وهو شقيق الشاعر محمد مهدي الجواهري. ولد سنة 1322 هـ/ 1904 م وقيل 1328 هـ/ 1910 م في النجف بولاية بغداد العثمانية ونشأ بها. أخذ بعض المقدمات على أخيه عبد العزيز ثم أخذ عن قاسم محي الدين وعباس المظفر ومحمد علي الجواهري ومحمد رضا ذهب. وبعد ذلك دخل في المدرسة الرسمية فأنهى الابتدائية ثم المتوسطة التي‌ تركها في السنة الأخيرة.

قام بجولات كثيرة خارج العراق كمسافر دائم، فمنها جولة له إلى الخليج الفارسي مبتدئًا بالكويت والبحرين ومسقط والهند، ودخل بومباي وكلكته ورامبور وحيدر أباد الدكن، ورجع إلى عدن فاليمن وبقي بها زهاء ستة أشهر سنة 1933، التقي بها بالملك وأولاده ورجع منها إلى العسير والحجاز ونجد ومصر وفلسطين وسوريا ولبنان، واستمر على ذلك أكثر من سنتين. ثم عاد‌ إلى العراق وأصدر مجلة «السائح العربي» حيث صدر عددها الأول في 1 محرم 1351/ 15 أبريل 1934 في بغداد ثم توقف صدورها. 

عيّن مدرسًا في وزارة المعارف سنة 1936 في مدينة العمارة وفي المدرسة الأدبية. انضم إلى ثورة رشيد عالي الكيلاني عام 1941، فسجن لمدة أربع سنوات بعد فشل الثورة. وبعد اطلاق سراحه،‌ رجع إلى وظيفته وعيّن مدرسًا.

توفي منتحرًا يوم 28 رجب 1393/ 26 أغسطس (آب) 1973 بمسقط رأسه ودفن بها.  له ثلاثة أولاد هم فـيّ ونايّف وعلي وأربع بنات هنّ كواكب وآسيا وجمهورية، وغالية.

## أدبه
كتب الشعر والمقالات العديدة في مواضيع مختلفة، ونشرها في الصحف العراقية والعربية. جاء في معجم البابطين عنه «التزم البناء العمودي ونظم في أغراضه، فرثى الإخوان والزعماء ووصف المدن وجلسات الأنس وأثنى على روادها، كما نظم في الوجدانيات والوطنيات، تميزت لغته بدقة التعبير وحسن الصياغة وجدة الصور والأخيلة، ويعكس شعره صدق الإحساس وقوة العاطفة.» 

## آثاره
من مؤلفاته:
- «العمارة قديمًا وحديثًا»، 1939
- «وثبة كانون»، سجل تاريخي للحركة العراقية في 1941
- «الديوانية»
- ديوان شعر، مخطوط، ضم أكثر من ثلاثة آلاف بيت.